# Dystrykt Güzelyurt
Dystrykt Güzelyurt (tur. Güzelyurt İlçesi) – jeden z 6 dystryktów Cypru Północnego. Znajduje się on w granicach ustalonego przez południowy Cypr Dystryktu Nikozja. Stolicą dystryktu jest Morfu. W 2006 dystrykt zamieszkiwało 29 264 osób. Kajmakam dystryktu jest Menteş Gündüz.
Zgodnie z prawem Republiki Cypru obszar północnocypryjskiego dystryktu Güzelyurt wchodzi w skład cypryjskiego dystryktu Nikozja.